# Favale di Malvaro
Favale di Malvaro – miejscowość i gmina we Włoszech, w regionie Liguria, w prowincji Genua.
Według danych na rok 2004 gminę zamieszkiwało 480 osób, 30 os./km².